# El juego de croquet
El juego de croquet (en francés: La Partie de Croquet) es un óleo sobre lienzo de 1873 de Édouard Manet, conservado en el Museo Städel de Frankfurt. Muestra a un grupo de personas jugando al croquet en un jardín, un juego muy de moda entre la alta sociedad en aquella época, ya que permitía encontrarse en un ambiente distendido, al margen de la rígida etiqueta común en sus reuniones sociales. El grupo está compuesto por el pintor Alfred Stevens a quien pertenecía el jardín, de espaldas sentado casualmente en el suelo mirando a las modelos de artistas Victorine Meurent y Alice Legouvé y, al fondo, el otro amigo de Manet, Paul Rodier.
En cuanto a estilo, esta pintura representó el acercamiento más cercano de Manet al impresionismo.

Croquet en Boulogne, 1871.

Había abordado el tema del croquet antes en 1871 con su pintura Croquet en Boulogne.
La obra fue comprada por el coleccionista de arte impresionista Albert Hecht. Después de su muerte la pintura pasó a su hija Suzanne Hecht Pontremoli.

## Clasificación
Los impresionistas, incluido Édouard Manet, se ocuparon intensamente de la pintura al aire libre. Édouard Manet solo asumió el desafío especial de esta pintura fuera del estudio a partir de 1870, después de que su colega artista Berthe Morisot se lo sugiriera. El jardín solo se muestra muy brevemente. Faltan detalles florales. En comparación con otras pinturas impresionistas al aire libre, la imagen parece estática debido a su gradación de profundidad bien pensada.